# Presidente de Burundi
El presidente de Burundi, oficialmente el Presidente de la República (en francés: Président de la République), es el jefe de Estado y jefe de gobierno de la República de Burundi. El presidente también es comandante en jefe de la Fuerza de Defensa Nacional. La oficina de la presidencia se estableció cuando Michel Micombero declaró Burundi una república el 28 de noviembre de 1966. La primera constitución en especificar los poderes y deberes del presidente fue la constitución de 1974 adoptada en 1976.  La constitución, escrita por Micombero, afirmó la posición de Micombero como el primer presidente de Burundi. Los poderes del presidente actualmente se derivan de la constitución de 2005 implementada como resultado de los Acuerdos de Arusha de 2000 después de la guerra civil de Burundi. El difunto presidente Pierre Nkurunziza quebró el límite de mandatos lo que causó disturbios en el país pero anunció su retiro y luego falleció en medio de una transición de poderes.  El actual presidente desde el 18 de junio de 2020 es Évariste Ndayishimiye.

## Expresidentes vivos
- Sylvie Kinigi
- François Ngeze
- Domitien Ndayizeye
- Sylvestre Ntibantunganya

- Datos: Q19057827